# Дайал, Маниш
Маниш Дайал (англ. Manish Dayal; род. 17 июня 1983) — американский актёр кино и телевидения, наиболее известный по роли Раджа в сериале «90210: Новое поколение».

## Биография
Маниш Дайал родился 17 июня 1983 года в городе Оранджбург в Южной Каролине, США. Маниш — третий из 4 детей в семье. У его родителей есть семейный бизнес, которым они управляют в Северной Каролине, где проживают и по сей день. Окончил школу в 2001 году и поступил в Университет имени Джорджа Вашингтона, который окончил с учёной степенью. Затем переехал в Нью-Йорк, где начал актёрскую карьеру. Спустя 5 лет переехал в Лос-Анджелес, где и проживает в данный момент.

## Карьера
Его карьера началась с появления в ряде рекламных роликов для McDonald's, Windows, Nintendo и Dominoes. В 2008 году сыграл главную роль в спектакле «Rafta Rafta» — «Entertainment Weekly» назвал постановку одной из 10 лучших в том году. Появился в фильме Джерри Брукхаймера «Ученик чародея» и «Эффект Домино» Пола Ван Дер Оста, который вышел на экраны в 2011 году. После гостевого появления в сериале «C.S.I.: Место преступления», получил роль хакера Хэла в сериале «Рубикон». Сыграл главную роль в «Walkaway» — романтической комедии о культурных различиях в Нью-Йорке. В 2010 году сыграл Рави в эпизоде сериала «Сбежавшая работа», комедии канала NBC. А в 2011—2012 снимался в сериале «90210: Новое поколение», где играл умирающего от рака студента Раджа Кхера.

## Фильмография

### Кино
| Кино | Кино               | Кино                     | Кино         | Кино       |
| Год  | Название           | В оригинале              | Обязанности  | Примечания |
| ---- | ------------------ | ------------------------ | ------------ | ---------- |
| 2009 | Карма берёт своё   | Karma Calling            | Трейни       |            |
| 2010 | Ученик чародея     | The Sorcerers Apprentice | Клерк        |            |
| 2011 | Эффект Домино      | The Domino Effect        | Сид          |            |
| 2012 | На поводке         | Leashed                  | Аджит        |            |
| 2012 | Белая лягушка      | White Frog               | Неизвестно   |            |
| 2014 | Пряности и страсти | The Hundred-Foot Journey | Хассан Кадам |            |
| 2017 | Дом вице-короля    | Viceroy’s House          | Джиит Кумар  |            |
| 2020 | Пара на праздники  | Holidate                 | Фарук        |            |

### Телевидение
| Телевидение | Телевидение                           | Телевидение                                | Телевидение         | Телевидение                              |
| Год         | Название                              | В оригинале                                | Обязанности         | Роль                                     |
| ----------- | ------------------------------------- | ------------------------------------------ | ------------------- | ---------------------------------------- |
| 2006        | Пристрастие: Неудобная правда         | Break The Addiction: An Inconvenient Truth | Кибнар              | телевизионный фильм                      |
| 2010        | Сбежавшая работа                      | Outsourced                                 | Рави                | эпизод «Jolly Vindaloo Day»              |
| 2010        | C.S.I.: Место преступления            | CSI: Crime Scene Investigation             | Риши Параян         | эпизод «Internal Combustion»             |
| 2010        | Рубикон                               | Rubicon                                    | Хэл                 | 3 эпизода                                |
| 2011        | Закон и порядок: Преступное намерение | Law & Order: Criminal Intent               | Самир Досс          | эпизод «To The Boy In The Blue Knit Cap» |
| 2012        | Хорошая жена                          | The Good Wife                              | Динеш               | эпизод «Live From Damascus»              |
| 2011-2012   | 90210: Новое поколение                | 90210                                      | Радж                | 14 эпизодов                              |
| 2012        | Их перепутали в роддоме               | Switched At Birth                          | Скуба               | 4 эпизода                                |
| 2018        | Ординатор                             | The Resident                               | доктор Девон Правеш |                                          |

### Короткометражные фильмы
| Короткометражные фильмы | Короткометражные фильмы | Короткометражные фильмы | Короткометражные фильмы | Короткометражные фильмы |
| Год                     | Название                | В оригинале             | Роль                    |                         |
| ----------------------- | ----------------------- | ----------------------- | ----------------------- | ----------------------- |
| 2008                    | Печать Каина            | Cain’s Mark             | Цыган                   |                         |
| 2011                    | Чокнутый дервиш         | The Whirling Dervish    | Заир                    |                         |
| 2011                    | Зов                     | The Call                | Тарук                   |                         |
| 2012                    | …Или умри               | …Or Die                 | н/д                     |                         |